# Je léto, půl jedenácté večer
Je léto, půl jedenácté večer (anglicky 10:30 P.M. Summer) je americko-španělské filmové drama z roku 1966 režírované Julesem Dassinem. Zabývá se milostným vztahem muže k manželce, s níž má dceru, a současným mileneckým poměrem k mladé atraktivní přítelkyni. Film také obsahuje kriminální zápletku v podobě manželské vraždy zaviněné nevěrou. Děj se odehrává ve Španělsku.
Hlavní role ztvárnili řecká herečka a režisérova manželka Melina Mercouri, Peter Finch a Romy Schneider. Snímek byl natočen podle stejnojmenné románové předlohy Ten-Thirty on a Summer Night, jejíž autorkou je Marguerite Durasová.

## Děj
Manželská dvojice čtyřicátníků, Maria (Melina Mercouri) a Paul (Peter Finch), s dcerou Judith a mladou přítelkyní Claire (Romy Schneider) přejíždějí francouzsko-španělskou hranici a plánují dojet do Madridu. V nehostinné letní noci zastavují v malém příhraničním městečku na nocleh. Daný večer v něm došlo k vraždě díky nevěře. Mladý muž Rodrigo Paestra (Julián Mateos) přistihl svou 19letou manželku (Beatriz Savónová) s milencem a oba hříšníky zastřelil. Policie po něm pátrá.
Vzhledem k noční bouřce je kapacita hotelu přeplněna a čtveřice cestovatelů musí přenocovat na chodbě. Mezi Mariou a Paulem nefunguje intimní život. Zdá se, že se jej manžel pokouší obnovit sexuálním jiskřením s atraktivní Claire. Opilá Maria, která nezvládá náklonnost k alkoholu, manžela s dívkou spatří v objetí na hotelovém balkónu. Na střeše však také zahlédne skrývajícího se Rodriga. Rozhodne se mu pomoci. Přesvědčího ho, že jej v noci odveze za město. V době, kdy se již celý hotel uložil k spánku, vyjíždí s mladým mužem z města, i přes potíže s hledajícími policisty. Po rozednění nešťastnému vrahovi sděluje, ať se do poledne skryje v polích. Poté se vrátí a převeze jej přes hranice.
Po návratu do hotelu se s příhodou svěřuje manželovi a Claire. Všichni se vydávají na smluvené místo, ale Rodriga zastihují ve skrytu lánů již mrtvého, když si vražednou zbraní prostřelil spánek.
Čtveřice pokračuje na cestě do Madridu. V dalším hotelu se Maria opět nachází ve stavu opilosti. Paul se s Claire miluje v uzamčeném pokoji. Slyšet je hlas Marie, která ví o sexuálním poměru na hotelovém pokoji, a dodává, že od první chvíle, kdy Claire spatřila nahou, viděla její milování s Paulem. Není zřejmé, zdali se jedná pouze o alkoholové snění, nebo výpověď z frustrujícího zážitku. Maria následujícího dne svůj prožitek sděluje manželovi, který je jím vzrušen. Dvojice se začíná líbat, ale žena nemůže pokračovat. Oznamuje pravdu, již Paula nemiluje. Ten odmítá jejím slovům uvěřit.
Trojice v Madridu vyráží na taneční vystoupení flamenca. Všichni se nachází v dobrém rozmaru. Maria nepozorovaně vyklouzne do městských ulic, v nichž se ztratí. Paul se vydává s Claire manželku hledat, ale marně.

## Obsazení
| Melina Mercouri       | Maria           |
| Romy Schneider        | Claire          |
| Peter Finch           | Paul            |
| Julián Mateos         | Rodrigo Paestra |
| Isabel María Pérezová | Judith          |
| Beatriz Savónová      | Rodrigova žena  |